# 曲克希伯尼恩斯足球會
曲克希伯尼恩斯足球會（Cork Hibernians F.C.）是一家位於愛爾蘭高基已不存在的足球會，他們曾經於1957年至1976年間參加爱尔兰足球联赛，1971年奪得唯一一個愛爾蘭足球聯賽冠軍。

## 歷史
曲克希伯尼恩斯由希伯尼安古騎士團（Ancient Order of Hibernians）成員所成立，成立年份不明。球隊早期參加FAI中級盃（FAI Intermediate Cup）並在1952年及1957年獲得冠軍及亞軍。1957年球隊轉為半職業球員並且取代曲克競技（Cork Athletic）參加愛爾蘭足球聯賽。他們一直在馬代克球場（The Mardyke）比賽直到1962年搬到花小屋球場（Flower Lodge）。
曾效力阿仙奴的教練戴夫·巴古斯（Dave Bacuzzi）於1970年5月加入球隊，在他的帶領下獲得優異的成績，一年間即奪得愛爾蘭足球聯賽冠軍，1972年至73年連續兩年奪得愛爾蘭足協盃冠軍。曲克希伯尼恩斯的成績令它們首次參加歐洲賽，1971年首次參加歐洲冠軍盃遇上德國慕遜加柏，兩回合以1–7落敗出局。
戴夫·巴古斯於1974年離開曲克希伯尼恩斯，直到1976-77年賽季開始前球隊財政出現問題，球隊大部分的職球員已經離隊，曾經邀請前英格蘭國腳羅德尼·馬殊（Rodney Marsh）客串三場比賽，最終由阿爾伯特流浪者（Albert Rovers）取代參加該屆聯賽。

## 榮譽
- 爱尔兰足球联赛:
  -  冠軍 (1): 1970–71

- 愛爾蘭足協盃:
  -  冠軍 (2): 1971-72, 1972–73

- 愛爾蘭聯賽盾:
  -  冠軍 (2): 1969-70, 1972–73